# ヴィトルト・ルトスワフスキ国際チェロコンクール
ヴィトルト・ルトスワフスキ国際チェロコンクール（英語: Witold Lutosławski International Cello Competition、ポーランド語: Międzynarodowy Konkurs Wiolonczelowy im. Witolda Lutosławskiego）は、ポーランドのワルシャワで開かれる国際チェロコンクール。

## 概要
ヴィトルト・ルトスワフスキのチェロ協奏曲がロストロポーヴィチの独奏で大成功したことを記念して開催されている。審査員もユリウス・ベルガーなど、錚々たる顔ぶれが揃っている。ポーランドの現代作曲家やルトスワフスキ自身の作品が課題曲に載る。

## 開催年と入賞者
過去の優勝者などについては、公式ウェブサイトに掲載されている。

### 第1回（1997年）
- 第1位 - アンナ・ティカ（wikidata）（Anna Tyka、ポーランド）
- 第2位 - Robert Putowski（ポーランド）、アレクサンダー・ゲベルト（ドイツ語版）（フィンランド）
- 第3位 - Michał Dmochowski（ポーランド）
- 第4位 - Noll Park（韓国）
- 第5位 - Mikołaj Pałosz（ポーランド）

### 第2回（1999年）
- 第1位 - 石坂団十郎（Danjulo Ishizaka、ドイツ）
- 第2位 - ドミニク・ポロンスキー（ポーランド語版）（ポーランド）
- 第3位 - Noll Park[注釈 1]（韓国）

### 第3回（2001年）
- 第1位 - バルトシュ・コジャク（ポーランド語版）（ポーランド）
- 第2位 - ベアトリス・レイベル＝プティ（Beatrice Reibel、フランス）
- 第3位 - Deana Talens（米国）
- 第4位 - Gregoire Korniluk（フランス）

### 第4回（2003年）
- 第1位 - ユリアン・シュテッケル（英語版）（ドイツ）
- 第2位 - Son-Lam Tran（フランス）
- 第3位 - ギヨーム・マルティニェ（Guillaume Martigné、フランス）

### 第5回（2005年）
- 第1位 - 中木健二（日本）
- 第2位 - 2人による共同受賞
  - ジュリアン・ラジニアック（Julien Lazignac、フランス）
  - タチアナ・ウーデ（Tatjana Uhde、ドイツ）
- 第3位 - シルヴェル・アイノマエ（フィンランド語版）（エストニア）

### 第6回（2007年）
- 第1位 - マルチン・ズドゥニク（ドイツ語版）（ポーランド）
- 第2位 - 2人による共同受賞
  - リオネル・コテ（Lionel Cottet、スイス）
  - ポール 賢司 ウィアンコ（英語版）[2]（米国）
- 第3位 - アダム・クシェショヴィエツ（wikidata）（Adam Krzeszowiec、ポーランド）

### 第7回（2009年）
- 第1位 - 2人による共同受賞
  - フィリップ・ハイアム（Philip Higham、イギリス）
  - ルカ・スーリッチ（英語版）（クロアチア）[注釈 2]
- 第2位 - ゲオルギ・アニチェンコ（Georgi Anichenko、ベラルーシ）
- 第3位 - Janina Ruh（ドイツ）

### 第8回（2011年）
- 第1位 - トマシュ・ダロフ（wikidata）（Tomasz Daroch、ポーランド）
- 第2位 - マグダレーナ・ボヤノヴィチ（Magdalena Bojanowicz、ポーランド）
- 第3位 - イム・ヒヨン（Hee-Young Lim）（英語版）（임희영、韓国）
- 第4位 - Lukas Stasevskij（フィンランド/ウクライナ）

### 第9回（2013年）
- 第1位 - キアーラ・エンデルレ（Chiara Enderle、スイス）
- 第2位 - Dominik Płociński（ポーランド）
- 第3位 - ヴィクトル・ガルシア（Victor Garcia、スペイン）
- 第4位 - Edward Aleksander King（ニュージーランド）

### 第10回（2015年）
- 第1位 - 2人による共同受賞
  - マチェイ・クワコフスキ（ポーランド語版）（ポーランド）
  - Zuzanna Sosnowska（ポーランド）
- 第2位 - ドルカン・ドルク（Dorukhan Doruk、トルコ）

### 第11回（2018年）
- 第1位 - 佐藤晴真（日本）
- 第2位 - 上野通明（日本）
- 第3位 - イバイ・チェン（英語版）（中国）
- 第4位 - オリバー・ハーバート（Oliver Herbert、米国）

### 第12回（2024年）
《出典：》
- 第1位 - キム・テヨン（Tae-Yeon Kim、韓国）
- 第2位 - マリア・レシュチンスカ（Maria Leszczyńska、ポーランド）
- 第3位 - アントニー・ブロナ（ポーランド語版）（ポーランド）
- 第4位 - グスタフ・バフェルトフスキ（Gustaw Bafeltowski、ポーランド）
- 優秀賞（次点） - エステバン・ヒメネス・スアレス（Esteban Jiménez Suárez、スペイン）